# جورج دبليو. تشرتش سينيور
جورج دبليو. تشرتش سينيور (بالإنجليزية: George W. Church, Sr.)‏ هو رائد أعمال أمريكي، ولد في 10 فبراير 1903 في سان أنطونيو في الولايات المتحدة، وتوفي في 17 مايو 1956 في بورتسموث في الولايات المتحدة.